# Mutacija
Mutacija (lat. mutatio - promena, zamena) je kvalitativna i/ili kvantitativna promena u genetičkom materijalu koja nije uzrokovana segregacijom ili rekombinacijom. Mutacije mogu uzrokovati promene u pojedinačnim obeležjima (fenotipa).
Promenljivost naslednog materijala predstavlja genetičku osnovu sveukupne biološke raznolikosti u vremenu i prostoru, posmatrajući živi svet u celini i svaku vrstu živih bića posebno. Mutacije su moguće na različitim nivoima organizacije genetičkog materijala. Mutacije, dakle, predstavljaju jedini suštinski izvor nasledne, individualne varijacije. Nastaju slučajnim promenama u strukturi i količini DNK. Mutageneza (proces nastajanja mutacija) može biti (indukcijom ili spontano) izazvana različitim fizičkim, hemijskim i biološkim faktorima vanjske i unutrašnje sredine, ali efekat mutiranog gena samo slučajno može predstavljati direktan “odgovor” (protuakciju) na odgovarajući mutageni agens.
Efekti mutacija su manje ili više fenotipski vidljivi, zavisno od promenljivosti, jer se javljaju kao posledica materijalnih promena u hemijskoj strukturi i kvantitetu genetičke informacije, tj. dezoksiribonukleinske kiseline (DNK). Sve ostale pojave i oblici nasledne varijacije rezultat su rearanžmana (rekombinacija) postojećeg genetičkog materijala ili različitih efekata njegove interakcije s unutrašnjom i vanjskom sredinom.
Od količine zahvaćenog genetičkog materijala i njegovog značaja za normalnu organizaciju i funkciju organizma ili njegovih pojedinih komponenata, odnosno od prirode interakcije novonastalog alela s postojećim alelnim varijantama mutirajućeg gena (recesivna mutacija) se, npr. ispoljava samo u homozigotnom stanju). Poznato je, naime, da krupne mutacije (makromutacije) po pravilu imaju upadljive, najčešće (sub)letalne efekte. Međutim, čak i izmena samo jedne azotne baze u lancu DNK (mikromutacija) može u značajnoj meri izmeniti strukturu, a naročito funkciju proteina čiju sintezu kontroliše njen zahvaćeni segment (gen). Tako se, na primer, izmenom samo jedne aminokiseline na šestoj poziciji u beta–lancu hemoglobina (valin – glutaminska kiselina), umesto normalnog hemoglobina A (čiju sintezu šifrira alel ), javila patološka varijanta krvnog pigmenta – hemoglobin S (kontrolirana alelom ).
Prema efektima na adaptivnu vrednost, mutacije mogu biti korisne, štetne ili neutralne. Imajući u vidu činjenicu da svaki specifični genom (pa i ljudski) predstavlja evolutivno izbalansiranu celinu, postaje jasno zašto su korisne mutacije uistinu prava retkost. I pored toga, ukoliko ih podržava prirodno odabiranje, njihovo prisustvo u populaciji postaje sve uočljivije. Generalno uzevši (živi svet u celini), s obzirom na količinu i poziciju zahvaćenog genetičkog materijala, mutacije mogu biti genske, hromozomske, genomske i plazmatske (ekstranuklearne).

## Vrste mutacija

### Podela po nasledivosti
Somatske mutacije su mutacije koje mogu zahvatiti sve ćelije osim gameta. Stoga imaju odraz na ćelije organizma u kojima se dešavaju. Ovakve mutacije nisu nasledne. Kada se somatske mutacije pojavljuju pojedinačno, uzrokuju slabe ili nikakve posledice. Ako se one pospešuju nekim mutagenima, kao što su, na primer, energetska zračenja, mogu postati vrlo opasne. Tako se između ostalog mogu normalne ćelije preobraziti u ćelije raka. I pri starenju svakog organizma somatske mutacije igraju veliku ulogu.
Gametske (germinativne) mutacije su mutacije koje nastaju u gametima te se prenose na potomstvo. Ove mutacije su evolutivno vrlo značajne, jer se prenose u nizu sukcesivnih generacija.

### Podela po uzrocima
- Spontane mutacije nastaju slučajno u organizmu bez uočljivog delovanja nekog mutagenog faktora.
- Indukovane mutacije su posledica dejstva poznatih ili nepoznatih fizičkih, hemijskih ili bioloških agenasa na eksponirani genetički materijal.

### Efekti u funkciji
- Gubitak funkcije se dešava kada rezultat promene u proizvodu gena ima  manju ili nikakvu funkciju. Kada novonastali alel  uzrokuje  potpuni gubitak funkcije (null alel), često se naziva amorf. Fenotipovi povezani s takvim mutacijama su najčešće  recesivni. Izuzeci su kada je organizam haploidan ili kada je smanjena doza normalnog gena za proizvod nije dovoljna za ispoljavanje normalnog fenotip (to se zove haploinsuficiencija).
- Pojačane funkcije mutanta menjaju genski proizvod tako da se dobijaju nove i abnormalne funkcije. Ove mutacije obično su dominantnog fenotipa. Prema, Mulerovoj klasifikaciji označene su kao neomorf mutacije.
- Dominantne negativne mutacije (po Muleru, antimorf mutacije) imaju izmenjeni genski proizvod koji djeluje antagonistički na alel divljeg (ishodišnog) tipa. Ove mutacije obično rezultiraju izmenjenim molekulskim funkcijama (često su neaktivne), a ispoljavaju se kao dominantni ili poludominantni fenotipovi. Kod ljudi, dominantna negativna mutacija je uključena u pojavu  raka (npr. mutacije gena p53).
- Letalne mutacije su one  koje dovode do smrti organizama koji nose takve promene izvornog gena.
- Povratne  mutacija ili reverzne  vraćaju  izvornu sekvencu, a time i originalni fenotip.

### Uticaj na fitnes
U primenjenoj genetici, mutacije se dele ma štetne i korisne.
- 'Štetne  ili pogubne'  mutacije smanjuju fitnes organizma.
- Korisne'  ili prednosne' mutacije povećavaju fitnes organizma.

Mutacije koje promoviraju poželjne osobine, nazivaju se korisne.
U teorijskoj populacionoj genetici više je uobičajeno govoriti o mutacijama kao štetnim ili korisnim u odnosu na adaptivnu vrednost i otpornim na selekcijski pritisak, od štetan ili koristan.
- Neutralne mutacije, u tom smislu, ne donose niti štetni ili koristan učinak na organizam. Takve mutacije se javljaju po stalnoj stopi, formirajući osnovu za molekulski sat. Neutralne mutacije se u različitim populacijama različito frekventne ponajviše pod uticajem genetičkog drifta i osnova su za većinu varijacija na molekulskom nivou.
- Gotovo neutralne mutacije su one koje mogu biti neznatno štetne ili korisne, iako je većina gotovo neutralnih mutacija neznatno štetna.

### Podela po količini zahvaćenog genetičkog materijala
Genske mutacije zahvaćaju pojedinačne gene po čemu su i dobile naziv. One nisu vidljive pod mikroskopom. Obično se dele na autosomne i heterosomne genske mutacije s obzirom na kojim se hromozomu nalazi mutirani gen. Nastaju izmenom u hemijskoj strukturi funkcionalne sekvence DNK, koja zauzima određeni genski lokus i kontroliše odgovarajuće funkcije, odnosno osobine organizma. Prema prirodi interakcije sa postojećim genima istog lokusa, novonastali aleli mogu biti dominantni, recesivni ili među njima nema odnosa funkcionalne dominacije. Saglasno konvencionalnim kriterijima, novonastali mutanti se mogu označiti kao: izomorf, amorf, hipomorf, hipermorf, neomorf i antimorf, pri čemu prefiksi ovih odrednica označavaju prirodu i smer mutiranja funkcije ishodišnog alela (“divljeg tipa”).
Stroga pravila komplementarne autoreprodukcije genetičkog materijala, na kojima inače počiva stabilnost i ponovljivost karakterističnih osobina svih živih bića, u relativno retkim slučajevima bivaju narušena. Tako, npr. prilikom duplikacije nekog polulanca DNK, za jedan od adenina može se pogrešno vezati citozin, pa umesto normalnog para A–T nastaje neočekivani A–C. Kada je reč o polaznom polu-lancu (s adeninom), već nakon prve deobe posmatranog molekula DNK, u procesu njegove duplikacije, ta greška će biti ispravljena i sve njegove naredne kopije će na pogođenom mestu imati normalni A–T par nukleotida. Međutim, polulanac s pogrešno ugrađenim citozinom će se u prvoj normalnoj duplikaciji vezati s prirodno komplementarnom bazom guaninom u par C–G, koji nije karakterističan za datu poziciju u izvornom lancu DNK. Time se mutacija stabilizuje, a novi par ponavlja u nizu narednih kopija izmenjene DNK. Genske mutacije su, prema tome, posljedica greške u kopiranju (duplikaciji) lanaca DNK. Promena samo jednog para nukleotida u zahvaćenom genu može imati krupne posledice u njegovoj funkciji.
Mutabilnost pojedinih gena uveliko varira, a u prosjeku iznosi oko 10−5 (jedna mutacija na 100.000 gameta). Ta naoko zanemarljiva frekvencija, međutim, postaje impozantna u svetlu podataka o ukupnom broju genskih lokusa u ljudskom genomu – rezultati sekvenciranja ljudskog genoma pokazali su da se taj broj kreće do 30.000. Uvažavajući pomenute činjenice, lako se može proračunati (3 x 104 x 10−5) da svaki treći čovek (30%) potencijalno nosi najmanje jednu svežu mutaciju.
Hromozomske mutacije zahvataju hromozome i vidljive su pod mikroskopom. Razlikuju se numeričke i strukturne promene u pojedinim parovima homologa u hromozomskoj garnituri.
Numeričke hromozomske mutacije predstavljaju pojedine oblike aneuploidije: nulisomiju (nedostatak oba homologa), monosomiju (nedostatak jednog homologa), trisomiju (jedan homolog više) i teorijski moguće stepene polisomije (kvadrisomija itd.).
Strukturne hromozomske mutacije se pak ispoljavaju kao nedostatak (delecija – deficija) ili višak (duplikacija) jednog dela nekog hromozoma. U ovoj kategoriji mutacija relativno su česte i pojave nenormalnog rasporeda pojedinih delova unutar hromozoma (transpozicija) ili njihovog premeštanja na neki drugi hromozom (translokacija), te obrtanja pojedinih segmenata hromozoma (za 180° – inverzija), što rezultira obrnutim rasporedom lokusa na mutiranoj sekvenci.
Genomske mutacije imaju za posledicu izmenu normalnog diploidnog hromozomskog broja (2n) za n, tj. za jedan ili više haploidnih setova hromozoma (euploidija: haploidija, triploidija, poliploidija). Prema poreklu dodatnih garnitura, poliploidija može biti autopoliploidija (uvišestručavanje sopstvenog genoma) ili alopoliploidija (heteroploidija: dodavanje stranih genoma putem hibridizacije).
Plazmatske mutacije (plazmamutacije, ekstranuklearne mutacije) posebna su kategorija mutacija. Za razliku od genskih, hromozomskih i genomskih, koje se događaju u jedru – odigravaju se u citoplazmatskim nosiocima genetičkog materijala (kao npr. u mitohondrijalnoj i plastidnoj DNK).

## Literatura
- Hilada Nefic (2014). Molekularna genetika. Prirodno-matematicki fakultet, Sarajevo.
- Wilfried Janning & Elisabeth Knust (2004). Genetik: allgemeine Genetik, molekulare Genetik, Entwicklungsgenetik. Georg Thieme Verlag. ISBN 3-13-128771-3., Stuttgart / New York
- Devoret, Raymond (2004). „Mutation”. Encyclopedia of Life Sciences. ISBN 978-0-470-01617-6. doi:10.1038/npg.els.0001882.
- Dennis Drayna: Genspuren der Menschheitsgeschichte, Spektrum der Wissenschaft, Januar 2006, s. 30 ff.